# Sof'ja Magarill
Sof'ja Magarill (5 aprile 1900 – Almaty, 15 ottobre 1943) è stata un'attrice sovietica.

## Filmografia parziale

### Attrice
- Slava mira (1932)
- Il tenente Kiže (1934)
- Sekret firmy (1934)
- Mascherata (Маскарад, Maskarad), regia di Sergej Gerasimov (1941)

## Premi
- Artista onorato della RSFSR